# Anoplognathus aureus
Anoplognathus aureus (znany także jako chrząszcz bożonarodzeniowy) – gatunek chrząszcza z rodziny poświętnikowatych, z podrodziny rutelowatych.

## Morfologia
Osiągają zazwyczaj półtora centymetra długości. Prowadzą głównie nocny tryb życia i nieraz przylatują do światła. Zazwyczaj można je spotkać na liściach eukaliptusa, którymi się żywią oraz szukają partnera. Wiosną lub wczesnym latem samice składają jaja w glebie lub kompoście. Pokrywy są gładkie lub mają drobne rowki po bokach. Pigidium jest płytko wypukłe z przodu.
Larwy
Larwy żyją w glebie i żywią się butwiejącą materią organiczną oraz korzeniami roślin. Wczesną wiosną wędrują pod powierzchnię ziemi, by się przepoczwarczyć. Osobniki dorosłe wychodzą z poczwarki po kilku tygodniach, często po deszczu, który zwilża ziemię, co ułatwia im wykopanie się na powierzchnię.
Występowanie
Występuje w północnej części Australii
Dyformizm płciowy
Samce i samice są ubarwione tak samo. Można je rozróżnić po odnóżach, które u samców są grubsze niż u samic
Ubarwienie
Ubarwienie mogą mieć zielone lub czarne, ale większość jest metalicznie złotobrązowa z dodatkiem zieleni oraz rzadko z dodatkiem różu.